# Saccopharynx schmidti
Saccopharynx schmidti es el nombre científico de una especie de pez abisal perteneciente al género Saccopharynx. Es una especie batipelágica que habita en la zona sudoeste del océano Pacífico. 